# Physique semi-classique
La physique semi-classique est une conception physique qui admet qu'un système puisse être décrit pour une part par les lois de la mécanique quantique et d'autre part par les lois de la physique classique. Il s'agit en général d'une approximation pour faciliter la solution de problèmes quantiques : par exemple la dynamique de systèmes de nombreuses particules quantiques dans des états non intriqués, ou de systèmes dont les actions sont grandes devant le quantum d'action {\displaystyle \hbar }.

## Principes
Avec le recul du temps, on peut considérer les modèles pré-quantiques de l’atome (atome de Bohr, atome de Sommerfeld) comme des modèles semi-classiques obtenus en ajoutant les contraintes de la mécanique ondulatoire de de Broglie aux trajectoires classiques des électrons dans les atomes.

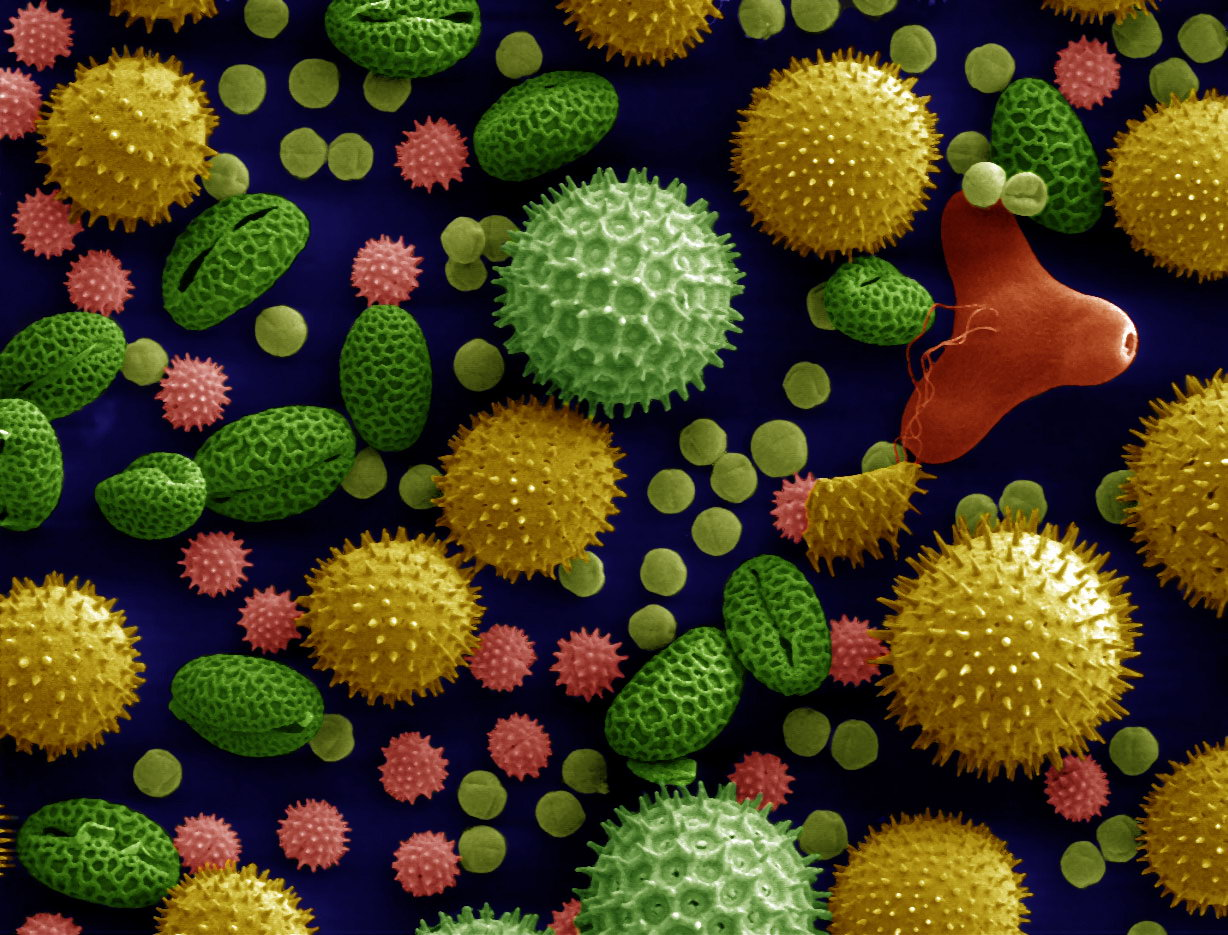
Des grains de pollen : systèmes classiques, semi-classiques ou quantiques ? Un grain de pollen dans le vent développe en une seconde une action S de : le quantum d'action est très très petit.

Désormais, il s’agit de techniques utilisées dans la résolution de problèmes avec à N objets quantiques en interaction (problème à N corps quantique), comme le noyau atomique, le nuage des électrons dans les atomes, etc.). En effet, comme cela a été prouvé récemment dans les calculs et expériences de cohérence et dé-cohérence quantique, l’intrication spécifiquement quantique des fonctions d’ondes des objets quantiques est très rapidement détruite dans les systèmes en interaction.
La physique classique peut être abordée par un développement en puissances de {\displaystyle \hbar } des opérateurs ou équations de la mécanique quantique ; l'approximation d'ordre 0 correspondant en général à la physique classique, les puissances d'ordre 1 (ou plus) introduisent les aspects non-triviaux. Dans ce cas, il existe un lien clair entre le formalisme de la mécanique quantique et les approximations semi-classiques et classiques associées, similaire en apparence à la transition de l'optique physique à l'optique géométrique.
Les approximations semi-classiques visent à identifier et calculer le comportement moyen (lisse) des systèmes quantiques ; tout en étant proches du formalisme de la physique classique, elles doivent prendre en compte des contraintes de la mécanique quantique, notamment le principe de Pauli qui interdit à des fermions identiques d'occuper le même état.

## Un exemple: le noyau atomique
Le noyau atomique est constitué de nucléons, dont le nombre varie de 1 (l’hydrogène) à plus de 250 (transuraniens). C’est un système quantique de N- fermions en interaction N allant de 1 à 250 ; l’énergie de liaison par nucléon BE est montrée dans la figure ci-jointe. 

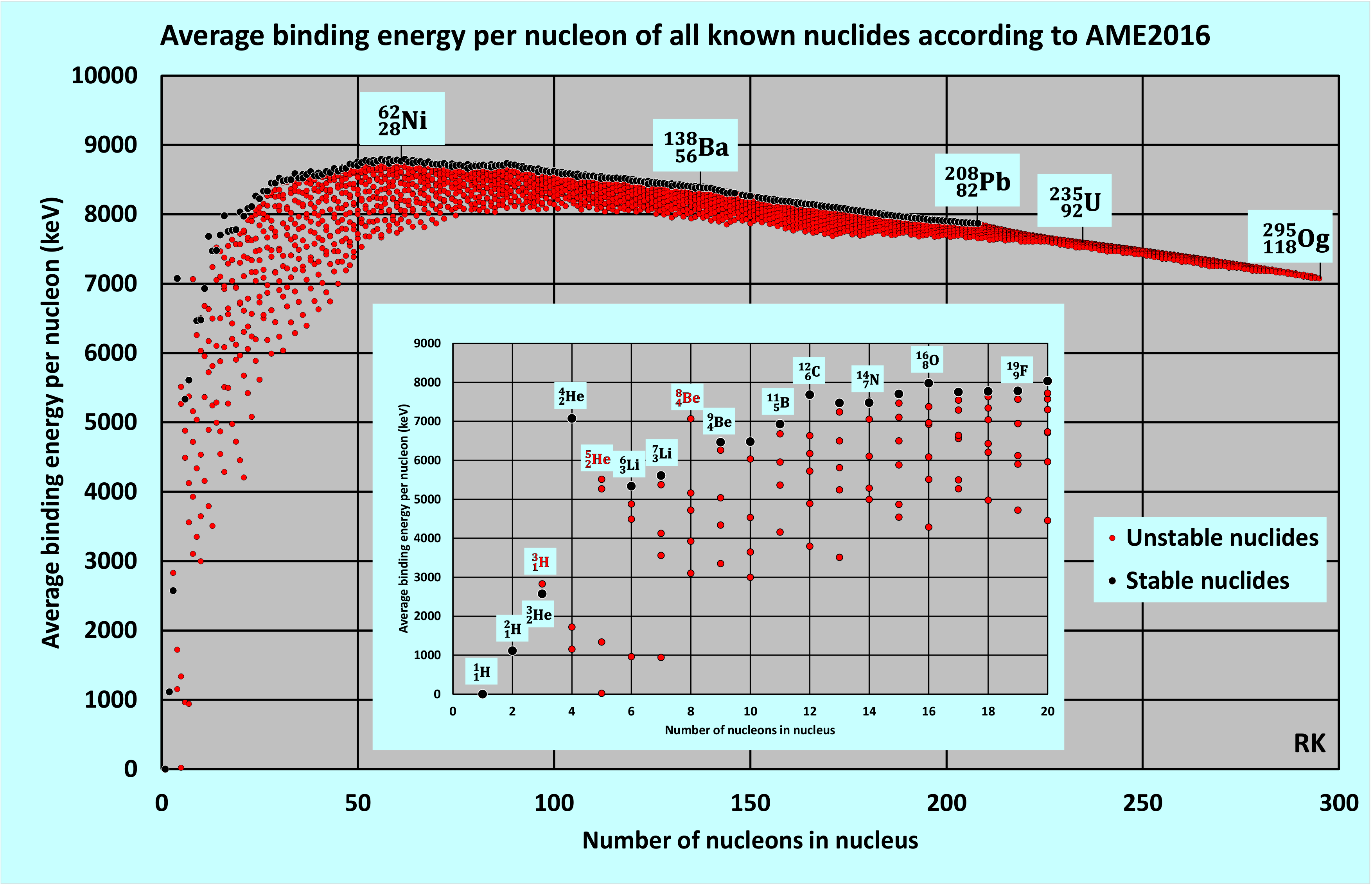
Energie de liaison de la plupart des noyaux connus (2016) en fonction du nombre N de leurs nucléons ; les points noirs représentent les noyaux stables, les points rouges les noyaux instables (radioactifs ou fissibles).

Lorsque N est petit (<50), on observe de grandes fluctuations d’un noyau à l’autre, liées à l’organisation en couches des nucléons ; ces fluctuations sont spécifiques d’un système quantique à peu de particules. Lorsque N augmente, elles diminuent progressivement pour laisser place à un comportement moyen presque lisse. Ce comportement est typique d’une transition d’un régime purement quantique vers un régime semi-classique.
On note toutefois qu'en valeur absolue les fluctuations sur l'énergie de liaison totale restent du même ordre. Elles dominent les systèmes à peu de nucléons, et reposent sur un fond continu de plus en plus important quand le nombre de nucléons augmente ; de manière analogue à la houle sur la mer lorsque l'on passe du rivage aux hauts fonds.
Comme le calcul microscopique (suivi individuels des nucléons) devient rapidement impossible, de nombreux modèles semi-classiques ont été développés, selon le principe :
{\textstyle BE(Z,A)={\overline {BE(Z,A)}}+\delta (Z,A),}
où l’énergie de liaison d’un noyau à A nucléons et Z protons est la somme d’une contribution moyenne {\textstyle {\overline {BE(Z,A)}}} basée sur un modèle classique ou semi-classique (goutte liquide, approximation de Thomas-Fermi,…) et d’une contribution quantique {\textstyle \delta (Z,A),} liée aux effets de couches et d’appariement des nucléons périphériques.

## Développement en puissances de h
La mécanique quantique dans la représentation de Schrödinger :
{\displaystyle {\frac {\hbar ^{2}}{2m}}\ \Delta \psi ({\vec {r}})+\ V({\vec {r}})\,\psi ({\vec {r}})=E\,\psi ({\vec {r}})}
sous sa forme habituelle, se prête mal à une analyse directe en perturbations, basée sur un développement en puissances de {\displaystyle \hbar } ; diverses stratégies sont utilisées pour faire apparaître un tel développement et définir à quel niveau d'approximation on se situe par rapport à une solution exacte.

### Méthode BKW
Elle est l’archétype des approximations semi classiques basées sur le développement en puissances de la constante de Planck. Partant d’une redéfinition de la fonction d’onde
{\displaystyle \psi ({\vec {r}},t)=A({\vec {r}},t)\exp \left[{\frac {i}{\hbar }}S({\vec {r}},t)\right],}
où {\displaystyle A({\vec {r}},t)} est l'amplitude et {\displaystyle S({\vec {r}},t)} l'action du système.
On effectue un développement de l’exponentielle (calcul à une dimension pour simplifier):
{\displaystyle \psi (x)\approx e^{{\frac {i}{\hbar }}\left[S_{0}(x)+{\hbar  \over i}S_{1}(x)+\left({\frac {\hbar }{i}}\right)^{2}S_{2}(x)+\cdots \right]},}
que l'on porte dans l'équation de Schrödinger
{\displaystyle \left[-{\hbar ^{2} \over 2m}{d^{2} \over dx^{2}}+V(x)\right]\psi (x)=E\,\psi (x).}
On obtient en regroupant les termes du même ordre en {\displaystyle \hbar } :
{\displaystyle {\hbar ^{0}\left[{\frac {1}{2m}}\left({\frac {dS_{0}(x)}{dx}}\right)^{2}+V(x)-E\right]+\hbar ^{1}\left[-{\frac {i}{2m}}{\frac {d^{2}S_{0}(x)}{dx^{2}}}+{\frac {1}{m}}{\frac {dS_{0}(x)}{dx}}{\frac {dS_{1}(x)}{dx}}\right]+O(\hbar ^{2})+...=0}}
La méthode BKW de base consiste à ne considérer que le terme en {\displaystyle \hbar ^{0}}, soit
{\displaystyle {\frac {1}{2m}}\left({\frac {dS_{0}(x)}{dx}}\right)^{2}+V(x)-E=0,}
Dont la solution formelle donne l'approximation de la fonction d'onde
{\displaystyle \psi (x)=A\exp \left(\pm {\frac {i}{\hbar }}\int _{x}{\sqrt {2m(E-V(x'))}}dx'\right).}
Lorsque {\displaystyle E-V(x)<0}, l'expression sous le radical devient imaginaire et la fonction d'onde devient une fonction réelle exponentiellement décroissante.

#### L'effet tunnel
Une des premières utilisations de la méthode BKW a été la théorie la radioactivité {\displaystyle \alpha }, modélisée par la probabilité de transmission d'une particule à travers une barrière de potentiel (pour une analyse récente, voir la référence en anglais). Le coefficient de transmission T se déduit de la fonction d'onde BKW à l'ordre {\displaystyle \hbar ^{0}} :
{\displaystyle \ln T\approx -2\int \limits _{\text{Barrière}}{\sqrt {\frac {2m(V(x)-E)}{\hbar ^{2}}}}\mathrm {d} x.}

### Distribution  de Wigner
La mécanique quantique est habituellement présentée dans la représentation de Schrödinger, où l'état du système est décrit par une fonction d'onde dans l'espace des positions ou dans l'espace des moments. La mécanique quantique dans l'espace des phases permet d'aborder plus explicitement l'approximation semi-classique, en raison des fortes analogies avec le formalisme de la mécanique hamiltonienne : l'état du système est décrit par une fonction de quasi-probabilité {\displaystyle f(x,p)}, en général la fonction de Wigner. 
Les valeurs moyennes des observables se calculent quasi-classiquement :
{\displaystyle {\displaystyle \langle {\hat {A}}\rangle =\int _{-\infty }^{\infty }dp\int _{-\infty }^{\infty }dx\;A(x,p)f(x,p).}}
La fonction (ou distribution de Wigner) évolue selon une équation proche de celle de Liouville
{\displaystyle {\frac {df(x,p,t)}{dt}}=-\{\{f(x,p,t),H(x,p)\}\}}
où les symboles {{⋅,⋅}} représente le crochet de Moyal ; lorsque l'énergie potentielle ne dépend pas des vitesses (cas très fréquent), cette expression générale s'écrit :
{\displaystyle {\frac {df(x,p,t)}{dt}}\,=\,-{\frac {\partial H}{\partial p}}{\frac {\partial f}{\partial x}}+{\frac {\partial H}{\partial x}}{\frac {\partial f}{\partial p}}-{\frac {h^{2}}{24}}{\frac {\partial ^{3}H}{\partial x^{3}}}{\frac {\partial ^{3}f}{\partial p^{3}}}+O(h^{4})}
Si les termes d'ordre {\displaystyle h^{2}} et supérieur sont nuls ou négligeables, l'équation d'évolution se ramène au crochet de Poisson de la mécanique classique :
{\displaystyle {\frac {df(x,p,t)}{dt}}=-\{f(x,p,t),H(x,p)\}\;;}
soit parce que la limite {\displaystyle h\rightarrow 0} est une approximation valide (voir infra : modèle de Thomas-Fermi) ; soit parce que les dérivées {\displaystyle {\frac {\partial ^{n}H}{\partial x^{n}}}} sont nulles pour {\displaystyle n\geq 2} (voir infra : oscillateur harmonique)

#### Cas de l'oscillateur harmonique
L'oscillateur harmonique a une énergie potentielle {\displaystyle V(x)={\frac {1}{2}}m\,w^{2}x^{2}}, donc l'évolution quantique de toutes les distributions de Wigner {\displaystyle f(x,p,t)} est purement classique (équation de Liouville). Classiquement, cette équation décrit l'évolution d'une famille d'oscillateurs dont les conditions initiales sont f(x,p,0) ; peut-on donc, dans ce cas, décrire l'évolution de « tous » les états d'un oscillateur quantique en les remplaçant par des ensembles de particules classiques déterminées par la loi de probabilité f ?

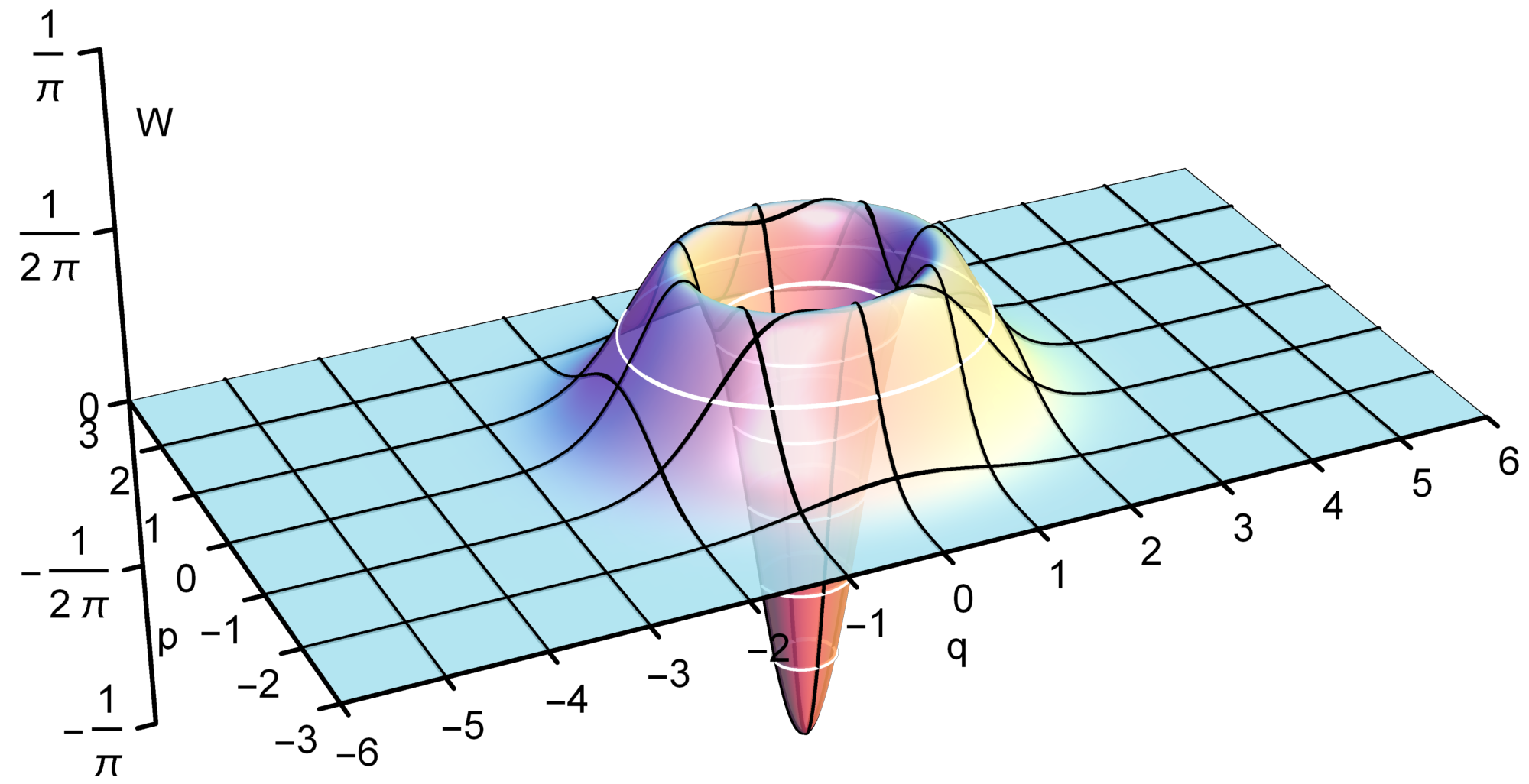
La fonction de Wigner d'un état quantique quelconque peut être négative, mais son intégrale est toujours égale à l'unité.

Deux spécificités de la mécanique quantique doivent être prises en compte :
- d'une part, la fonction de Wigner est une fonction de « quasi-probabilité », elle a la plupart des propriétés de fonctions de probabilité, sauf qu'elle peut comporter des domaines où elle est négative, ce qui ne permet pas son interprétation en termes de probabilité pour des particules classiques ;
- d'autre part, le principe d'exclusion de Pauli limite la densité maximum dans l'espace des phases : il ne peut y avoir plus de deux particules (fermions de spin 1/2) par volume élémentaire de l'espace des phases : {\displaystyle f(x,p,t)\,\Delta x\Delta p<{\frac {2}{\hbar }}\,\Delta x\Delta p.} Cependant, pour un système dont l'hamiltonien ne dépend pas du temps, le théorème de Liouville assure que si les conditions initiales vérifient cette propriété, elle sera conservée dans toute l'évolution future du système.

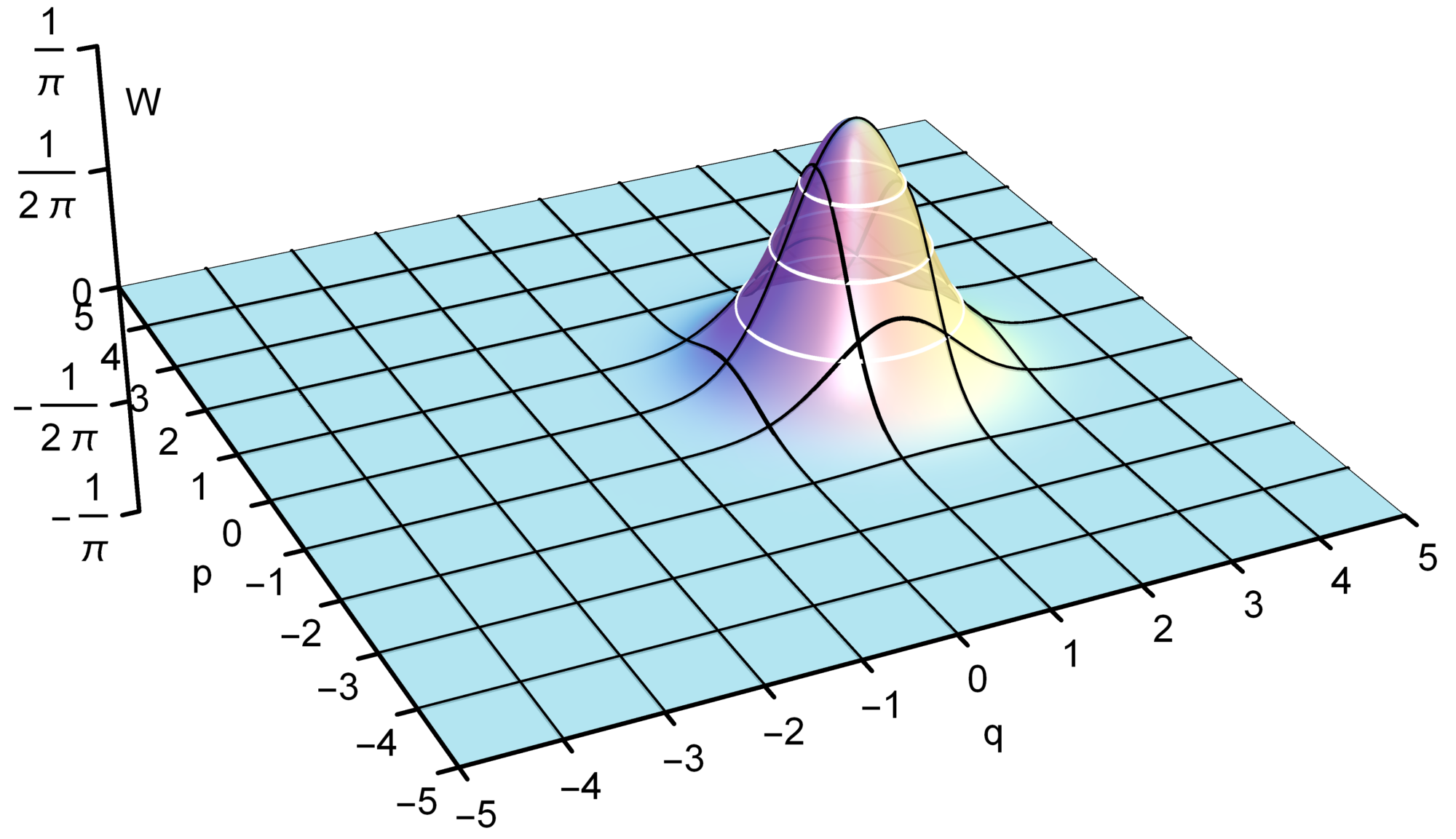
La fonction de Wigner d'un état cohérent est partout positive et de forme gaussienne.

Une famille d'état quantiques de l'oscillateur est particulièrement importante par ses propriétés et par ses applications, ce sont les états cohérents : états fondamentaux de l'oscillateur déplacés dans l'espace des phases ; leur fonction de Wigner est gaussienne et strictement positive ; ce sont des états quantiques qui évoluent comme un ensemble de particules classiques (pour une revue, voir la référence en anglais ).

#### Les limites semi-classiques et quasi-classiques
On pourra qualifier de « semi-classiques » les théories basées sur une approximation qui limite à l'ordre 0 (ou 2) en h le développement de l'équation d'évolution de la fonction de Wigner, qui respectent les deux contraintes ci-dessus.
Les états cohérents sont des états « quasi-classiques » car l'unique caractéristique qui les distingue des états classiques est la contrainte du maximum de densité dans l'espace des phases.

## Limite des grands nombres quantiques
Les cas traités jusqu'ici concernent des particules individuelles ; les approximations semi-classiques interviennent aussi dans les systèmes où les actions sont grande devant la constante de Planck : parce que le système est très excité et/ou comporte de nombreuses particules en interaction.

### Modèle de Thomas-Fermi
Le modèle de Thomas Fermi est basé sur 2 hypothèses de base :  1) les états d'énergie quantifiés (discrets) du système sont suffisamment denses pour qu'on puisse les remplacer par un continuum (voir infra méthode de lissage) ; 2) on ne prend en compte que la contrainte quantique de la limitation de la densité de fermions dans l'espace des phases (ordre 0 en puissance de h).
A l'état fondamental, dans l'espace des phases, tous les états possibles en moments (impulsions) sont remplis jusqu'à un niveau appelé niveau de Fermi {\displaystyle p_{F}}. La limite maximale à la densité dans l'espace des phases relie le moment de Fermi à la densité dans l'espace des positions (densité spatiale)
{\displaystyle \rho (\mathbf {r} )={\frac {8\pi }{3h^{3}}}p_{\rm {F}}^{3}(\mathbf {r} ),}
ainsi que la densité locale d'énergie cinétique
{\displaystyle \tau ({\vec {r}})={\frac {3h^{2}}{40m_{e}}}\left({\frac {3}{\pi }}\right)^{\frac {2}{3}}[\rho ({\vec {r}})]^{5/3}.}
L'énergie potentielle dépend du type d'interaction entre les particules du système .
Pour les électrons dans les atomes, il s'agit uniquement de l'interaction coulombienne d'une part l'attraction par les protons du noyau et d'autre part la répulsion électrostatiques entre eux (voir L'équation de Thomas-Fermi pour l'atome dans l'article détaillé).
Le modèle de Thomas-Fermi et ses dérivés est très utilisé pour l'étude du noyau atomique; contrairement aux électrons, l'interaction entre les nucléons n'est pas connue exactement ; on utilise des interactions effectives, notamment celles de Skyrme qui dépendent explicitement de la densité et les rendent particulièrement simples à utiliser dans ce cas.
Le modèle de Thomas-Fermi se situe dans l'approche globale de la théorie de la fonctionnelle de la densité.

### Méthode de lissage (Strutinsky)
Les systèmes quantiques se caractérisent par leurs niveaux d'énergie quantifiés, structurés en couches ; lorsque le système comporte de nombreux fermions, d'une part la densité des niveaux augmente et tend vers un continuum ; d'autre part, les propriétés globales du système sont principalement déterminées par les particules situées sur les couches les plus énergétiques (e.g. électrons de valence en physique atomique ou en physique du solide, nucléons les plus énergétiques dans le modèle en couches du noyau).
V.Strutinsky a introduit une méthode pour séparer les caractéristiques globales du système en une composante « lissée » qui varie continûment avec le nombre de particules et une correction quantique qui prend surtout en compte les propriétés des particules dans les couches les plus hautes (souvent incomplètes).
Le spectre en énergie du système peut être décrit par une somme discrète de distributions de Dirac pour les niveaux d'énergie {\displaystyle \epsilon _{i}}; à une énergie totale donnée E , correspond une densité d'énergie
{\displaystyle g(E)=\sum _{i}\delta (E-\epsilon _{i}).}
La composante moyenne de cette densité est obtenue par un élargissement (en anglais, le mot "smearing", barbouillage est utilisé) des niveaux d'énergie. Ceci est obtenu par un produit de convolution de la densité d'énergie par une fonction continue f :
{\displaystyle {\bar {g}}(E)={\frac {1}{\gamma }}\int dE'\,g(E')f({\frac {E-E'}{\gamma }}).}
La fonction f est à support borné, paramétrée par le facteur phénoménologique {\displaystyle \gamma } ; généralement elle est de forme une gaussienne.
Par différence on déduit la correction purement quantique :
{\displaystyle \delta (E)=g(E)-{\bar {g}}(E)}.
On trouvera dans la référence , les détails de la méthode et son application à plusieurs systèmes. La méthode de Strutinsky est utilisée en physique nucléaire ; en particulier pour le calcul des barrières de fission au-delà de l'approximation de la goutte liquide .

## Equations de transport semi-classiques
Les théories présentées jusqu'à ce point concernent des systèmes proches de leur état fondamental et peu excités. Pour un système de N particules quantiques, l'équation de Liouville
{\displaystyle {\frac {df(\mathbf {r} ,\mathbf {p} ;t)}{dt}}=-\{f(\mathbf {r} ,\mathbf {p} ;t),H(\mathbf {r} ,\mathbf {p} )\},}
s'interprète comme l'équation d'évolution à un corps, le plus bas niveau dans la hiérarchie BBGKY, qui réduit la connaissance exacte de l'état du système par sa fonction à 6N variables dans l'espace des phases {\displaystyle F(r_{1},r_{2},...,r_{N};p_{1},p_{2},...,p_{N};t)} à la densité à un-corps {\displaystyle f(r,p;t)} qui donne la probabilité de présence d'une des particules dans le champ moyen de toutes les autres. 
Cela revient à négliger les interactions proches (collisions) entre les paires de particules. Lorsque le système quantique est proche de l'équilibre, ces collisions sont bloquées par le principe de Pauli : les états possibles pour les particules après collisions sont déjà occupés. En revanche, lorsque le système est loin de l'équilibre : avec une forte énergie d'excitation ou lorsque l'on traite des systèmes en interaction violente comme dans les plasmas ou les réactions nucléaires avec des ions lourds, cette approximation n'est plus valable.
L'équation de Boltzmann est l'archétype en physique classique des équations de transport traitant les effets des collisions binaires sur l'évolution de la fonction à un corps  pour un système de N particules :
{\displaystyle {\displaystyle {\frac {df(\mathbf {r} ,\mathbf {p} ;t)}{dt}}+\{f(\mathbf {r} ,\mathbf {p} ;t),H(\mathbf {r} ,\mathbf {p} )\}=({\frac {\partial f}{\partial t}})_{coll}}.}
Elle conduit à une solution asymptotique d'entropie maximum qui est la distribution de Maxwell-Boltzmann.
L'équation de Boltzmann quantique (ou plutôt semi-classique) prend en compte les collisions binaires, tout en satisfaisant la contrainte du blocage de Pauli pour l'occupation maximum de l'espace des phases ; elle a pour solution asymptotique la distribution de Fermi-Dirac pour les fermions.
L'expression standard qui vérifie cette contrainte est le terme de collision de Uehling-Uhlenbeck (en abrégé UU):
{\displaystyle ({\frac {\partial f(p_{1})}{\partial f}})_{coll}={\frac {g}{2\pi ^{2}}}{\frac {h^{3}}{m^{2}}}\int ...\int d\mathbf {p_{2}} \,d\mathbf {p_{3}} \,d\mathbf {p_{4}} \,\delta (\epsilon _{1}^{2}+\epsilon _{1}^{2}-\epsilon _{1}^{2}-\epsilon _{1}^{2})\,\delta (\mathbf {p_{1}} +\mathbf {p_{2}} -\mathbf {p_{3}} -\mathbf {p_{4}} ){\frac {d\sigma }{d\Omega }}[(1-f_{1})(1-f_{2})f_{3}f_{4}-(1-f_{3})(1-f_{4})f_{1}f_{2}]\;;}
avec les termes indicés {\displaystyle f_{i}\equiv f(\mathbf {r} _{i},\mathbf {p} _{i};t)\;;\;\epsilon _{i}={\frac {\mathbf {p} _{i}^{2}}{2m}}} qui caractérisent les particules en voie d'entrée (indices 1 et 2) et en sortie (indices 3,4). Sous une apparence complexe, le terme de collision UU établit la conservation de l'énergie et des impulsions dans un choc élastique (les fonctions {\displaystyle \delta }) et le blocage de Pauli ; la section efficace (probabilité) de collision est {\displaystyle {\frac {d\sigma }{d\Omega }}}. 
Cette équation a été très largement utilisée en physique nucléaire pour la modélisation des réactions entre ions lourds aux grandes énergies, sous les noms de BUU, VUU, Landau-Vlasov, etc. selon leurs méthodes numériques de résolution (pour une revue détaillée, voir la référence). La plupart de ces modèles utilisent le caractère quasi-classique de l'équation en posant que {\displaystyle f(\mathbf {r} ,\mathbf {p} ;t)} est assimilable à une distribution de probabilité de particules classiques dont les trajectoires sont suivies numériquement.

## Exemples
Quatre exemples d'approximation semi-classique :
- Approximation WKB : électrons dans les champs électromagnétiques externes classiques.
- Gravitation semi-classique : théorie quantique des champs dans un fond gravitationnel courbe classique (voir relativité générale).
- Chaos quantique ; quantification des systèmes chaotiques classiques.
- Théorie quantique des champs, seuls les diagrammes de Feynman avec au plus une seule boucle fermée ( voir l'article diagramme de Feynman à une boucle ) sont considérés, ce qui correspond aux puissances de la constante de Planck.